# Dan Inosanto
Dan Inosanto (Stockton, 24 luglio 1936) è un artista marziale statunitense di origini filippine. 
È conosciuto soprattutto come grande insegnante di FMA e come studente, successivamente istruttore, del Jeet Kune Do e Jun Fan Gung Fu sotto la guida dell'indimenticato amico Bruce Lee (Lee Jun Fan).

## Vita privata
Ha una figlia di nome Diana Lee Inosanto anch'essa artista marziale e attrice.

## Le Arti Marziali
Si-Fu Inosanto insegna il Lacoste/Inosanto Kali, The Intercepting Way (jun fan gung fu & JKD), Kenpo, Krabi-Krabong, Grappling, Muay Thai, Silat e Shoot Wrestling nella sua scuola a Marina del Rey, in California, la Inosanto Academy.
Fu istruttore per Ed Parker nell'American Kenpo Karate, prima di diventare studente presso Si-Fu Bruce Lee. Inoltre ha studiato presso dozzine di Maestri di arti marziali negli Stati Uniti, in Europa e nel sudest asiatico.
Dopo la morte di Bruce Lee, divenne il maggior sostenitore del JKD e punto di riferimento per i praticanti di questa disciplina.
Ha avuto anche ruoli minori in molteplici film, incluso L'ultimo combattimento di Chen del 1978 e Out For Justice del 1991. Nel 1980 appare in Bruce Lee il leggendario (The Chinese stuntman, di e con Bruce Li alias Ho Chung Tao).
Inosanto continua ad insegnare ed a condurre seminari in giro per il mondo e presiede un numero enorme di scuole di arti marziali.
Come studente, si-fu Inosanto vanta titoli di istruttore o cinture nere in ben sette arti marziali, avendo ricevuto di recente la Cintura Nera nel Brazilian Jiu Jitsu stile Machado.

## Studenti famosi
Tra i più famosi studenti di Inosanto ci sono: il genero Ron Balicki (sposato con la figlia Diana Lee Inosanto), Erik Paulson, Daniel Lonero, Stephan Kesting, Burton Richardson, Larry Hartsell, Jeff Imada, Brandon Lee, Paul Vunak, Pat Tray, Chris Kent, Cass Magda, Rick Faye, Tim Tackett, Mark Stewart, Pedro Rodriguez, Rick Tucci, Mark Mikita, Steve Grody, Norman Wilson, Dwight Woods, Steve Tarani, Rick Young, Bob Breen, Nino Pilla e Terry Gibson. In più molti Dog Brothers hanno studiato da lui.
In Europa è rappresentato da Rick Young (Scozia), Bob Breen (England), Udo Miller (Germania), Nino Pilla (Italia), Selim Assili (Francia), Daniel Lonero (Lussemburgo).
Il primo italiano a conseguire il grado di istruttore è stato sifu guro Nino Pilla nel 1985; sifu guro Nino Pilla è anche uno dei pochissimi lifetime full instructor al di fuori dagli USA. Sebbene sifu guro Nino Pilla sia nato e cresciuto in Australia, è cittadino italiano e divide il suo tempo tra Australia, Italia e la Inosanto Academy negli USA. 
Unici in Italia attualmente nel programma istruttori di Inosanto sono Nino Pilla (lifetime full instructor), Gianfranco Russo (senior associate instructor) e Paolo Ciriesi (associate instructor), tutti membri della NPIAMA, unica associazione in Italia affiliata con la Inosanto Academy. Nel 2018 altri tre allievi NPIAMA sono stati presentati nel programma istruttori della Inosanto Academy: Andrea Assoni, Norberto Rachelli e Massimo Baldi. Il 2018 è stato anche l'anno in cui sono stati presentati studenti non NPIAMA: Daniele Tosco, Paolo Ruggiero e Valerio Visco. Questi ultimi attualmente ricoprono il grado di Apprentice Instructor. Nel 2019 è stata inserita nel programma la prima donna italiana Elena Zoboli portando il numero di italiani istruttori certificati a nove. Nel corso del 2023 altri sei allievi NPIAMA sono stati inseriti nel programma: Gianluca Bossù, Alessandro Silvestri, Antonella Benvenga, Gianfranco Mento, Patrizia Faiella e Nicola Matera (nello stesso gruppo, oltre questi, anche due allievi NPIAMA dall'Ungheria: Robert Szabo e Gabor Johanidesz). Ad oggi non ci sono altri italiani che siano istruttori attivi nel programma della Inosanto Academy.
Adesso Inosanto conduce seminari in giro per il mondo. Dal 2002, ogni anno, tiene in Italia a Roma un seminario aperto a tutti a fine febbraio / inizio marzo e dal 2013, sempre solo a Roma, un seminario di quattro giorni riservato ai soli istruttori affiliati unica European IIMAIA Training Conference. A seguito dell'emergenza covid-19, i seminari e le training conference in Italia sono state interrotte per tre anni (2021-2023) per poi essere riprogrammate dal 2024, per la prima volta a Modena.

## Pubblicazioni
- "Filipino Martial Arts as Taught by Dan Inosanto" by Dan Inosanto ISBN
- "Absorb What Is Useful (Jeet Kune Do Guidebook Vol 2)" by Dan Inosanto ISBN
- "Jeet kune do" by Salem Assli and Dan Inosanto ISBN
- "Guide to Martial Arts Training With Equipment" by Dan Inosanto ISBN
- "Jeet Kune Do: The Art & Philosophy of Bruce Lee" by Dan Inosanto ISBN
- "Jeet Kune Do: Conditioning and Grappling Methods" Intro by Dan Inosanto ISBN